# 富善
富善（Chauncey Goodrich，1836年6月4日—1925年9月29日）美国公理会传教士，中文圣经官话和合本译者之一。
1836年6月4日，富善出生於美國马萨诸塞州Hinsdale農莊的虔诚的基督徒家庭，父亲是Elijah Hubbard Goodrich，母亲是Mary Northrop Washburn。他就读于Hinsdale中学，1861年毕业于威廉斯學院。此后在纽约协和神学院攻读神学课程2年时间，1864年毕业于马萨诸塞州Andover，同年9月21日被按立为牧师，随后受美国公理会差遣，与新婚妻子前往中國北京传教，6年后调往Yucho。1872年回国，1873年再前往通州。1885年第二次回国，1887年春回到通州。他在通州负责公理会设立的神学院。
富善花费大量时间用于翻译圣经 (和合本)。1890年参与七人委員會，负责翻译圣经；1908年狄考文去世，富善便接替了委員會主席一职。1917年全書定稿，他与鲍康宁、鹿依士等人终于看到了圣经 (和合本)的誕生。他也翻译或编写了数量可观的中文圣诗，为各个差会所使用。此外，他也用了29年时间将圣经翻译成蒙古文，于1919年出版。
富善的中文非常好。他是北京汇文书院的文学博士，早在1891年就已经出版《富善字典》(A Pocket Dictionary [Chinese-English] and Pekingese Syllabary)，当中包括10400个汉字，再版多次，直到1964年仍再版。他也编写了《官话萃珍》(A Character Study of the Mandarin Colloquial)。他的儿子富路德（Luther Goodrich，也作「傅路德」）也是著名汉学家。
富善有过三次婚姻。第一位妻子Abbie Ambler，1864年9月10日结婚；第二位妻子是Justina Emily Wheeler，1878年5月31日结婚；第三位妻子是Sarah Clapp，1880年5月13日结婚。他和第三任妻子生有一子，John Ellsworth Goodrich，出生于1886年12月27日。富善于1925年9月29日去世，終年89岁。